# Resolución 589 del Consejo de Seguridad de las Naciones Unidas
La resolución 589 del Consejo de Seguridad de las Naciones Unidas, adoptada por unanimidad el 10 de octubre de 1986, después de considerar la cuestión sobre la recomendación relativa al nombramiento del Secretario General, el Consejo recomendó a la Asamblea General que Javier Pérez de Cuéllar fuese nombrado como Secretario General por un segundo período de cinco años desde el 1 de enero de 1987 hasta el 31 de diciembre de 1991.